# Empoisonnement en droit pénal français
L'empoisonnement est le fait d'attenter sciemment à la vie d'autrui par l'emploi ou l'administration de substances de nature à entraîner la mort. Il n'est toutefois pas nécessaire que le résultat soit la mort de la victime pour que l'infraction soit constatée : il suffit que la substance puisse donner la mort.

## Historique
Historiquement, ce crime, qui n'est qu'un meurtre particulier, a été différencié de celui-ci pour en accroître la répression.
Les monarques, français notamment et tout particulièrement Louis XIV, craignaient beaucoup ce modus operandi sournois et caché. L'incrimination spécifique d'empoisonnement a donc été conçue pour que la répression soit possible dès la constatation de l'administration ou de la tentative d'administration d'une substance de nature à donner la mort, sans que soit nécessaire la démonstration de l'intention de tuer. Cette démonstration est par contre nécessaire pour que soit constitué le meurtre.

## Fondements légaux en droit français
L'article 221-5 du code pénal énonce que : « Le fait d'attenter à la vie d'autrui par l'emploi ou l'administration de substances de nature à entraîner la mort constitue un empoisonnement.
L'empoisonnement est puni de trente ans de réclusion criminelle.
Il est puni de la réclusion criminelle à perpétuité lorsqu'il est commis dans l'une des circonstances prévues aux articles 221-2, 221-3 et 221-4. Les deux premiers alinéas de l'article 132-23 relatif à la période de sûreté sont applicables à l'infraction prévue par le présent article. »
Le crime d'empoisonnement ne peut être caractérisé que si l'auteur a agi avec l'intention d'administrer une substance mortifère à la victime ; à la différence de l'atteinte volontaire à la vie de la personne, le crime d'empoisonnement n'intègre pas dans ses éléments constitutifs la volonté de donner la mort, mais la volonté en connaissance de cause d'administrer une substance pouvant donner la mort, faisant de l'empoisonnement une infraction dite formelle (ne nécessitant pas de résultat légal pour être consommée). Cependant la Cour de cassation, dans un arrêt du 18 juin 2003, a décidé d'intégrer la volonté de donner la mort dans les éléments constitutifs de cette infraction en précisant que l'auteur de l'infraction devait connaître le caractère mortifère de la substance.
L'administration de substances nuisibles ayant porté atteinte à l'intégrité physique ou psychique d'autrui est punie des peines mentionnées aux articles 222-7 à 222-14-1 suivant les distinctions prévues par ces articles. Il s'agit d'un délit distinct de l'empoisonnement.

## Empoisonnement et transmission du VIH par le sang
Confrontée à divers cas de transmission du VIH comme celui de l'affaire du sang contaminé ou plus couramment dans des affaires dans lesquels des personnes conscientes d'être malade ont caché leur séropositivité à leur partenaire pour ne pas se protéger, sans pour autant désirer la mort de leur partenaire, la cour de Cassation a imposé une intention homicide pour que soit constitué le crime d'empoisonnement. La juridiction suprême a donc rapproché considérablement l'empoisonnement du meurtre commun.
Ainsi, dans un arrêt remarqué n°2003.3074 du 18 juin 2003, la chambre criminelle de la Cour de cassation a indiqué dans des attendus de principe :
« (...) Attendu que, pour dire n’y avoir lieu à suivre contre quiconque du chef d’empoisonnement, l’arrêt retient que seuls les médecins qui ont prescrit l’administration des produits sanguins auraient pu être les auteurs principaux de ce crime, mais que la preuve n’est pas rapportée qu’ils aient eu connaissance du caractère nécessairement mortifère des lots du CNTS, l’information n’ayant été communiquée par Michel RR..., de façon partielle et confidentielle, que dans le cadre du CNTS et de la direction générale de la Santé, et des incertitudes régnant encore, à l’époque, dans les milieux médicaux, quant aux conséquences mortelles du sida ; que les juges en déduisent que la complicité d’empoisonnement ne peut être retenue contre quiconque ;
Attendu qu’en l’état de ces énonciations procédant de son appréciation souveraine, la chambre de l’instruction a justifié la décision de non-lieu des chefs d’empoisonnement et complicité ;
Qu’en effet, le crime d’empoisonnement ne peut être caractérisé que si l’auteur a agi avec l’intention de donner la mort, élément moral commun à l’empoisonnement et aux autres crimes d’atteinte volontaire à la vie de la personne ; (...) »

## Anecdote
Le nombre de meurtres par empoisonnement en France a significativement baissé depuis 1884, date à laquelle est rétabli le droit au divorce[réf. nécessaire].